# Djenabou Diallo-Hartmann
Pour les articles homonymes, voir Diallo.
 (janvier 2024).
Le contenu est difficilement compréhensible vu les erreurs de traduction, qui sont peut-être dues à l'utilisation d'un logiciel de traduction automatique.
Djenabou Diallo-Hartmann née le 11 avril 1985 à Conakry en République de Guinée, est une femme politique allemand de l'Alliance 90/Les Verts,.
Elle a été élue au parlement du Land de Basse-Saxe lors des élections régionales de 2022 et la première personne noire au parlement du Land.

## Biographie et études
Diallo-Hartmann a grandi en Guinée et est venu étudier en Allemagne en 2005. Jusqu'à son entrée au Parlement du Land, elle a travaillé comme consultante en éducation politique au sein du groupe de travail sur les migrants et les réfugiés de Basse-Saxe.

## Parcours politique
Djenabou est membre d'Alliance 90/Les Verts depuis 2012. De 2015 à 2018, elle a été et est depuis 2021 membre du conseil exécutif des Verts de Basse-Saxe . Elle est membre du conseil municipal de Garbsen depuis les élections communales de 2021.
Aux élections régionales de 2017, Djenabou s'est présenté dans la circonscription de Celle (de), mais a perdu contre Thomas Adasch (de) ( CDU ). Même la 35e place sur la liste des États verts n’était pas suffisante pour entrer au Parlement du Land. Aux élections d'État de 2022, elle s'est présentée dans la circonscription de Garbsen/Wedemark (de) et a été classée 15e sur la liste de l'État. Alors que Rüdiger Kauroff (de) ( SPD ) a remporté le mandat direct, elle est entrée au parlement du Land via la proposition d'élections du Land.

## Vie privée
Djenabou Diallo-Hartmann est mariée et mère de deux enfants.

## Référence
1. ↑  « Djenabou Diallo Hartmann | Grüne Hannover », sur gruene-hannover.de (consulté le 4 janvier 2024)
2. ↑  (de) « Djenabou Diallo Hartmann », sur Bündnis 90/DIE GRÜNEN im Landtag Niedersachsen, 12 octobre 2023 (consulté le 4 janvier 2024)
3. 1 2  (de) RTL.de, « Djenabou Diallo Hartmann (Bündnis 90/Grüne) ist die erste schwarze Abgeordnete im Niedersächsischen Landtag », sur RTL Online, 12 octobre 2022 (consulté le 4 janvier 2024)
4. ↑  (de) « Djenabou Diallo-Hartmann will in den Landtag », sur Cellesche Zeitung, 29 septembre 2017 (consulté le 4 janvier 2024)
5. ↑  (de) « Djenabou Diallo-Hartmann | Landtag Niedersachsen », sur www.landtag-niedersachsen.de (consulté le 4 janvier 2024)